# Senanga
Senanga  este un oraș în Provinciei de Vest din Zambia. Localitatea este situată pe malul estic al fluviului Zambezi, pe șoseaua care leagă Livingstone de Mongu. Senanga se află la o distanță de 120 km de Parcul Național Kafue și  80 km de cascada Ngonye.